# Ferdinand Tige
Ferdinand Tige (Hermannstadt, 21 settembre 1722 – Vienna, 22 settembre 1811) è stato un militare e politico ungherese.

## Biografia
Proveniente da una famiglia della nobiltà transilvana, il Conte Ferdinand Tige iniziò la propria carriera nell'esercito ancora giovane.
Venne promosso al grado di maggiore il 24 giugno 1757, giungendo a quello di Tenente Colonnello il 12 novembre 1758.
Divenuto Colonnello nel 1762, divenne Maggiore Generale il 30 aprile 1773 e successivamente venne promosso al grado di Feldmaresciallo Luogotenente il 15 maggio 1784.
Furono questi gli anni in cui egli si occupò della direzione delle Poste e degli uffici postali nell'Impero coadiuvando l'opera secolare svolta dalla famiglia dei Thurn und Taxis.
Nominato Generale di cavalleria il 26 dicembre 1789, divenne dal 1791 al 1796 Vicepresidente del Consiglio imperiale di guerra, divenendone presidente dal 1796 al 1801 e venendo onorato dei titolo di Ciambellano e Consigliere Privato dell'Imperatore.
Si ritirò a vita privata il 25 febbraio del 1808 e morì il 22 settembre 1811.
Nella vita privata sposò la Contessa Antonia Larisch e fu padre di Franz Karl Tige, anch'egli valente militare al servizio della casata d'Austria.